# マルグリット・デュラン
マルグリット・デュラン（Marguerite Durand; 1864年1月24日 - 1936年3月16日）はフランスの女優、ジャーナリスト、女性解放運動家（第一波フェミニズム）であり、特に世界で初めて執筆から校正、印刷まですべて女性が行うフェミニスト新聞『ラ・フロンド』を創刊したことで知られる。また、同紙上での呼びかけにより読者から寄贈された女性・フェミニズム関連の資料を整理し、マルグリット・デュラン図書館（パリ市立図書館）を設立した。

## 背景
マルグリット・デュランは1864年1月24日、パリ8区に生まれた。『女性著名人事典』（未刊）の編纂者として知られる母アンナ＝カロリーヌ・デュランはフランクフルトの裕福な家庭に生まれ、子供時代の一時期をサンクトペテルブルクで過ごした。アンナ＝カロリーヌの母はここでロシア大公女エレナ・ウラジーミロヴナの家庭教師を務めていた。父親は不明だが、オルレアニスト（王党派）でクリミア、アフリカ、イタリア、メキシコなどで歴戦し、レジオンドヌール勲章グラントフィシエを授けられたアルフレッド・ブーシェ大佐 (1818-1885) であるとされ、デュランはブーシェおよびその子（義弟）と良好な関係にあったという。一方、デュランの出生届の証人として、ジョルジュ・サンドの娘ソランジュの夫であった彫刻家オーギュスト・クレサンジェ (1814-1883) の名前が挙がっていることから、彼を父親とする説もある。

## 教育
デュランはパリ9区の三位一体修道会が経営する私塾に通い、ブルジョワ家庭の娘として伝統的な教育を受けた。幼い頃から独立心の強かった彼女は、13歳でパリ国立高等音楽・舞踊学校に入学し、演劇部門で俳優・戯曲家のフランソワ＝ジョゼフ・レニエに師事し、初年に同部門の次席賞、翌年には最優秀賞を得た。

## 女優 - コメディ・フランセーズ

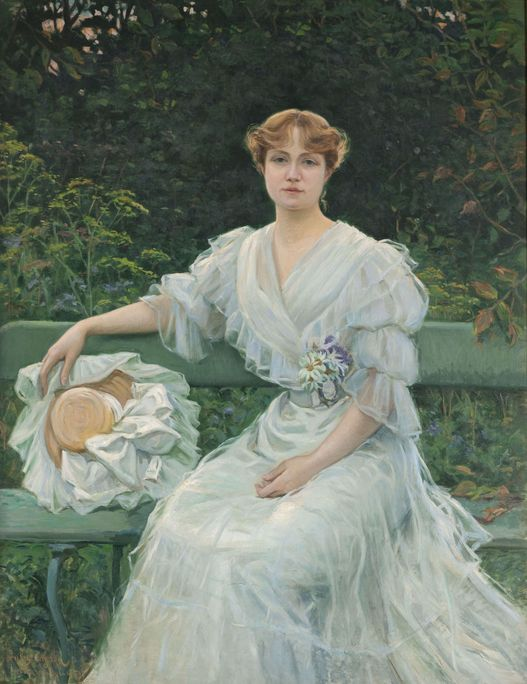
ジュール・ケイロン作《マルグリット・デュランの肖像》(1897) マルグリット・デュラン図書館所蔵.

1881年にコメディ・フランセーズに入団し、1888年まで準座員を務めた。アレクサンドル・デュマ・フィス作『ドゥミ＝モンド（裏社交界）』で初舞台を踏み、以後、モリエール作『女学者』のアンリエット、『守銭奴』のエリーズ、ラシーヌ作『ブリタニキュス』のジュニー、ボーマルシェ作『フィガロの結婚』のケルビーノなど、主にうぶな若い娘やスボン役を演じた。1886年にアンリ・ベック作『貞淑な女たち』で一世を風靡し、その才能と気品により将来が期待されたが、突然、「ボール紙でできた王冠なんてつまらない」と言って、わずか24歳で退団し、ブーランジストの弁護士・政治家のジョルジュ・ラゲールと結婚した。
ラゲールはジョルジュ・クレマンソーが創刊した日刊紙『正義』に寄稿し、自らも日刊紙『ラ・プレス』を創刊して編集長を務め、25歳の最年少で議員に選出され、裁判では社会主義者や無政府主義者を弁護するなど、様々な分野で活躍していたため、彼のサロンには各界の著名人が集まっていた。彼らに「ブーランジスムのミューズ」と呼ばれたデュランは、政治家、ジャーナリスト、政治・社会運動家らと交流を深め、時事問題に強い関心を抱くようになった。後に『ラ・フロンド』の編集委員となる女性初の調査報道記者セヴリーヌ（本名カロリーヌ・レミ）と出会ったのもこの頃である。

## 『フィガロ』紙記者
1891年にラゲールと別居し、1895年に正式に離婚した。『フィガロ』紙の記者となり、「フィガロ通信」という週刊コラムを担当。『フィガロ』紙の編集委員アントナン・ペリヴィエと結婚し、一子をもうけた。1896年、『フィガロ』紙の記者として、レオン・リシェが1882年11月に設立し、ヴィクトル・ユーゴーが初代名誉会長を務めたフランス女性の権利連盟がパリで開催した国際女性会議（マリア・ポニヨン会長）を取材したことが大きな転機となった。『フィガロ』紙にはユーモラスで多少嘲笑的な記事を書くよう要求されていたが、逆に、女性の権利のために闘う人々について紹介し、「彼らの勝利に貢献することを社会的義務と考え」、「日々、女性自身が女性の利益を守るために、大規模なフェミニスト新聞を創刊したい」と思うようになった。

## フェミニスト新聞『ラ・フロンド』

### 編集委員・寄稿者

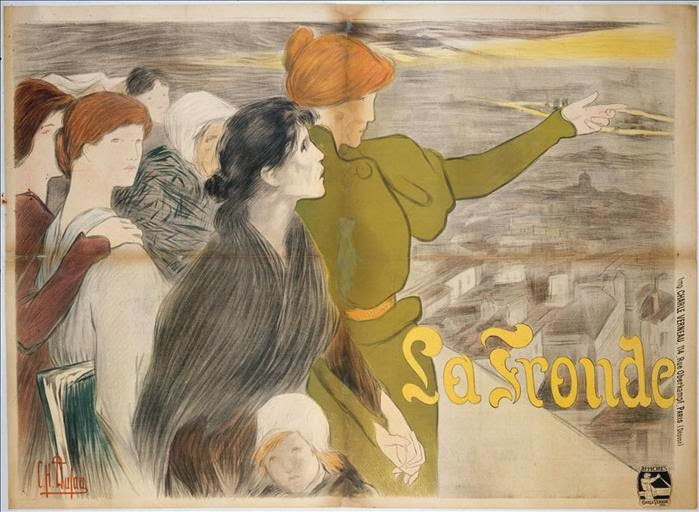
クレマンティーヌ＝エレーヌ・デュフォーによる『ラ・フロンド』(1897年) の表紙.

こうして、1897年12月9日、本格的なフェミニスト新聞『ラ・フロンド』が誕生した（語義は「フロンドの乱」参照）。宣伝ポスターを制作したのはクレマンティーヌ＝エレーヌ・デュフォーで、彼女は以後も『ラ・フロンド』の表紙を多数手がけている。第1号の発行部数は20万部。当初は日刊紙として（1903年9月から1905年3月の廃刊まで月刊誌として）刊行し、編集委員、コラムニスト、寄稿者はもちろん、校正や印刷もすべて女性のみで行った。『フィガロ』紙の記者としての経験から読者の嗜好を把握していたデュランは、料理、ファッション、社交界事情などの従来の大衆紙の要素も取り入れながら、女性問題に関する専門的かつ最新の情報を提供するために、編集委員には各界の女性著名人を充てた。女性初のソルボンヌ大学教授クレマンス・ロワイエ、女性初のパリ公認弁護士ジャンヌ・ショーヴァン、女性初の公教育審議会委員ポーリーヌ・ケルゴマール、女性作家として最初にレジオンドヌール勲章を受けたジャンヌ・ロワゾー、後に女性で初めて重罪院で弁護することになる弁護士マリア・ヴェローヌ(テミスの偽名で裁判記録を掲載)、女性初の調査報道記者セヴリーヌである。この他、反教権主義的な小説で知られる作家マルセル・ティナイエール、作家、歴史家、彫刻家、画家のリュシー・ドラリュー＝マルドリュス、『女性市民』紙を創刊した女性参政権運動家ユベルティーヌ・オークレール、同じく女性参政権運動家で慈善活動家のアドリエンヌ・アヴリル・ド・サント＝クロワ、米国人天文学者ドロセア・クルンプケ、新マルサス主義フェミニストのマドレーヌ・ペルティエとネリー・ルーセルらも定期的に寄稿した。デュランは、女性だけで新聞を作るというのは、男性を排除するという意味ではなく、当時は「たとえ事務員としてでも男性が関与していると、実際には男性が記事を書いているのに女性が書いたもののように見せかけている」と噂されるような時代だったからであり、また、調査報道や植字など従来「男の仕事」とされていた分野も含めて女性に職業能力があることを実証したかったと説明している。

### 女性労働問題
デュランは特に女性の労働問題に積極的に取り組み、助産婦、タイピスト、帳簿係、花飾り・羽根飾り細工師、女性植字工など多くの女性労働組合を結成または支援し、『ラ・フロンド』で取り上げた。実際、1892年法による女性の夜間労働禁止など、女性の雇用機会はかなり制限されていたため、これを拡大するために、たとえば、1901年、デュランが結成した女性タイピスト労働組合が、ナンシーでストライキをしている男性の代理を務めるために女性タイピストを派遣したが、このためにパリ労働取引所から抹消されるなど多くの障害に直面した。フランス労働総同盟 (CGT) との関係においても同様で、デュランが1907年に女性労働局を創設したときには、CGTがこの労働局は無償の時間外労働やストライキ中の代理派遣を認めるものであるとして、これに対抗してCGT内に女性労働組合行動委員会を結成した。

### 共和派・反教権主義
『ラ・フロンド』はまた、共和派・反教権主義の立場から政治問題にも多くの紙面を割いた。1894年にドレフュス事件が起きると、ドレフュス派の意見を多数掲載し、1899年8月にレンヌで軍法会議の再審が行われたときには、デュラン、セヴリーヌ、ジャンヌ・ブレモンティエがこれを傍聴し、その内容を『ラ・フロンド』で報告した。このため、反ドレフュス派から、『ラ・フロンド』はユダヤ人から資金援助を受けたドレフュス派の機関紙であり、フェミニズムなど口実にすぎないと中傷された。

### 女性の地位・権利

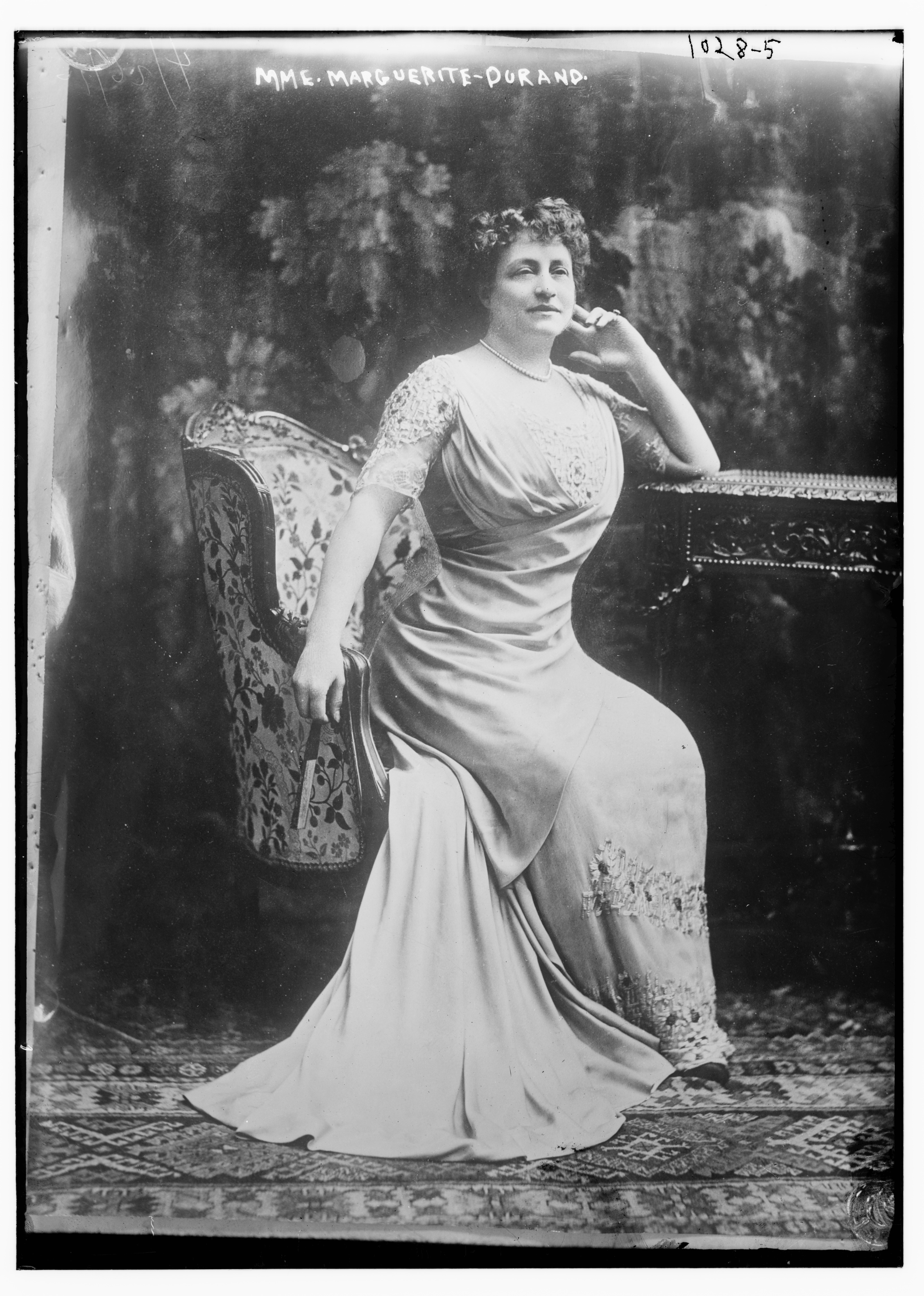
マルグリット・デュラン (1910年6月28日)

1900年のパリ万国博覧会の一環として女性の地位・権利に関する国際会議が開催されたときには、デュランが事務局を務め、『ラ・フロンド』で大々的に取り上げた。これはフェミニスト新聞の存在を広く知らしめ、フェミニズムの啓発に資することになった。1904年、ナポレオン民法典100年を記念する機会に、フェミニストは100年にわたって女性を結婚、家庭、社会において劣等な地位に置いていたこの民法典に抗議する大規模なデモを行った。デュランはこの一環として10月29日にネリー・ルーセル、リヨンの「フェミニスト教育・行動」を結成したオデット・ラゲール、「フェミニスト連盟」を結成したガブリエル・プティとともに抗議集会を開催した。デュランは演説で、「この法典を憎まない者は女ではない。富者であれ貧者であれ、貴婦人であれ労働者であれ、貧窮においてまたは財産に関して、わが身においてまたはわが子のために、労働または無為において、この法典のために苦しんでいない、または苦しむことのない者は女ではない」と語った。
『ラ・フロンド』は「ペティコートの時代」と呼ばれ、最盛期には5万人の読者を得たが、1903年から月刊誌になり、1905年には経営難と内部対立により廃刊を余儀なくされた。デュランはその後も主に女性の労働問題を扱った新聞をいくつか創刊し、『ラ・フロンド』もいったんは再刊されたが、いずれも短命に終わった。

## その他の活動
1910年の市町村会議議員選挙にはパリ9区から出馬する意向であったが、セーヌ県がこれを却下した。
1896年8月に新マルサス主義に基づく「母性の自由」を擁護する組織「人間再生同盟」が無政府主義者ポール・ロバンにより結成された。ロバンは避妊による産児制限は「完全な女性解放のための唯一の確実な基礎を提供する」と主張し、フェミニストのなかでも急進的なマドレーヌ・ペルティエやネリー・ルーセルは、避妊は女性解放の第一歩であると考えていたが、これとは逆に、政府は出産を奨励しており、同じ1896年に統計学者でパリ市統計局長のジャック・ベルティヨンらにより「フランス人口増加のための国家同盟」が結成された。デュランは、「女性が参政権を獲得したら、すなわち、女性が男性と同じように平和か戦争かを決定することができるようになったら、子どもを産むようになる」として、「産児制限のプロパガンダ」にも「抑圧的な法」にも反対した。

## マルグリット・デュラン図書館

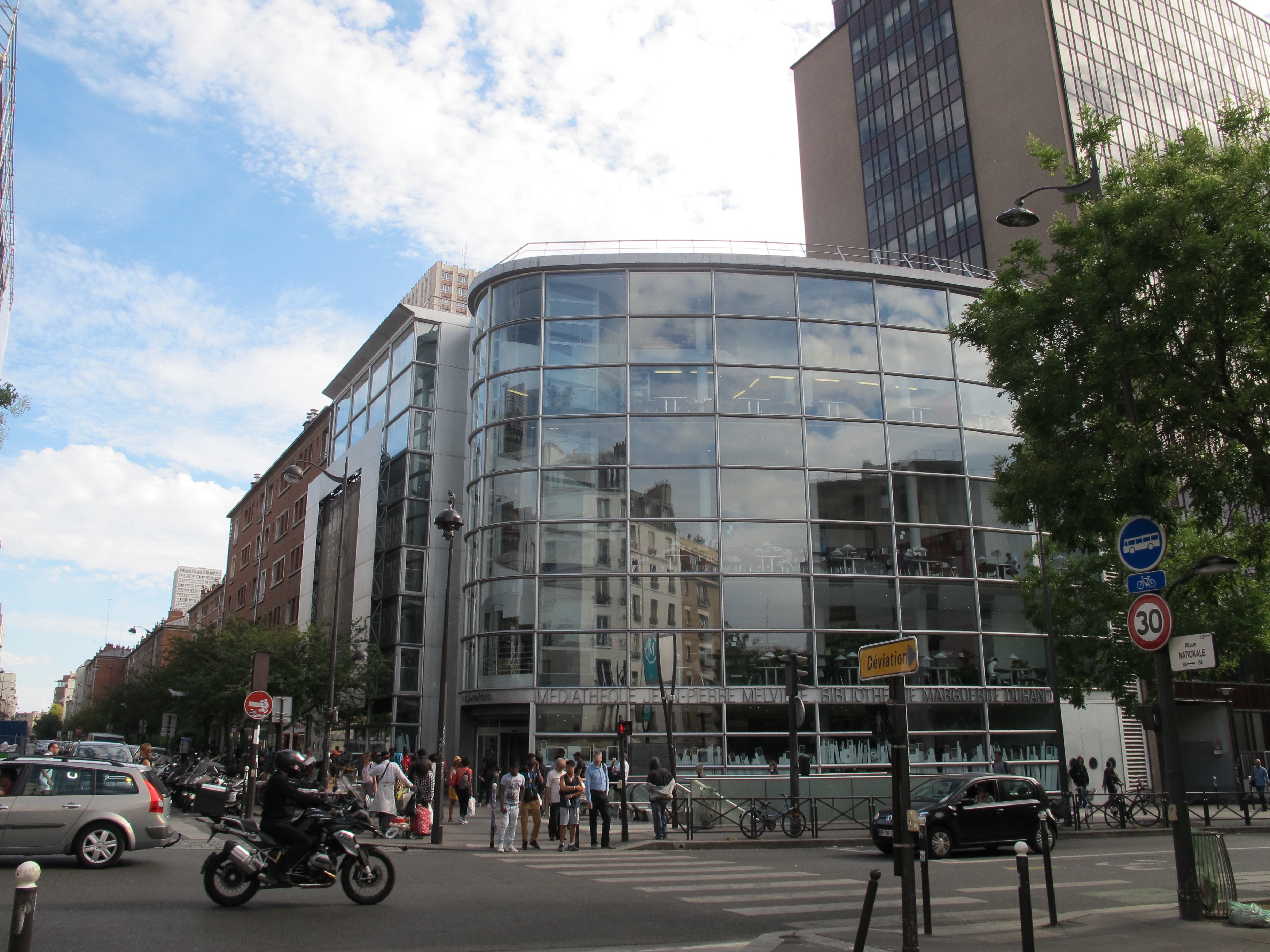
マルグリット・デュラン図書館 - このパリ市立図書館の3階 (日本式4階) フロアを占める (パリ13区).

晩年は女性や女性解放運動に関する著作物や資料の収集・整理に精力を注いだ。すでに『ラ・フロンド』紙上での呼びかけにより、寄稿者や読者から寄贈された資料はかなりの量になっていたため、これをパリ市に寄贈することにし、1931年にパリ市会が受け入れを決定。1932年、パリ13区にフランス初のフェミニスト資料館「マルグリット・デュラン図書館」が誕生した。現在、所蔵する資料には、17世紀以降のフェミニズム（女性解放史、女性解放運動家、フェミニズム論）、社会における女性の地位・役割、芸術、科学、スポーツなどの分野における女性の活躍等に関する著書45,000冊以上、18世紀以降の女性や女性解放運動に関する定期刊行物約1,100種類、『ラ・フロンド』紙と同紙に関する資料、女性作家、芸術家、学者、政治家（ジョルジュ・サンド、ルイーズ・コレ、ルイーズ・ミシェル、サラ・ベルナール、シドニー＝ガブリエル・コレット、アレクサンドラ・ダヴィッド＝ネール）などの書簡や手書き原稿約4,500部、多数の写真、ポスターなどが含まれる。このうち、定期刊行物には、（第一波フェミニズム）デジレ・ゲー、ジャンヌ・ドロワンらの『自由な女性』紙、ウジェニー・ニボワイエが創刊した「1848年の女性たち」の新聞『女性の声』、マリア・ドレームとレオン・リシェが創刊した『女性の権利』紙、ユベルティーヌ・オークレールが創刊した『女性市民』紙、マドレーヌ・ペルティエが創刊した『サフラジェット』紙、デュランの『ラ・フロンド』紙、（第二波フェミニズム）『ル・トルション・ブリュル』などの女性解放運動 (MLF) の機関紙、シモーヌ・ド・ボーヴォワールらが創刊した『フェミニズム問題』と『新フェミニズム問題』などが含まれる。
2016年10月、パリ市が「女性史・フェミニズム史図書館に関する野心的プロジェクト」を発表した。実際には、閲覧・来訪者の減少や効率の悪さなどを理由に、マルグリット・デュラン図書館を4区にあるパリ市歴史図書館 (BHVP) へ移転・統合する計画であり、「野心的」どころか、逆に閲覧や研究活動が制限されるおそれがあった。2017年、これに対して女性・フェミニスト研究者や団体、図書館連合組合やCGTなどが全国規模の抗議デモを行い、12月、パリ市は移転計画の撤回を余儀なくされた。

## 参考資料
- Christine Bard, Sylvie Chaperon, Dictionnaire des féministes. France - XVIIIe-XXIe siècle, Presses Universitaires de France, 2017.
- Annie Dizier-Metz, La Bibliothèque Marguerite Durand. Histoire d’une femme, mémoire des femmes, Paris, Direction des Affaires Culturelles, 1992.
- DURAND Marguerite, Charlotte [féministe]
- 間野嘉津子. 世紀末文化とジェンダー ― 日刊紙〈ラ・フロンド〉と新聞記者セヴリーヌに関する一考察. 『大阪経大論集』第55巻第1号、2004年5月.
- 見崎恵子. パリのフェミニズム図書館 ― 移転・消滅の危機に抗して. 公益財団法人 東海ジェンダー研究所『リーブラ』第62号、2018年3月.